# Tikal (gra)
Tikal – gra planszowa z gatunku eurogier wydana w 1999 roku przez Ravensburger w języku niemieckim i Rio Grande Games w języku angielskim. Gra została laureatem nagród Deutscher Spiele Preis 1999 oraz Spiel des Jahres 1999.
Gracze wcielają się w archeologów kierujących pracami wykopaliskowymi na terenie starożytnego miasta Majów. Muszą przedostać się przez dżunglę w poszukiwaniu cennych skarbów.
Tikal, wraz z grami Mexica i Java, należy do "trylogii masek" autorstwa Wolfganga Kramera i Michaela Kieslinga. Sequel gry, pod nazwą Tikal II: The Lost Temple został wydany w 2010 roku przez Game Works.

## Nagrody
- Spiel des Jahres 1999 – wygrana
- Deutscher Spiele Preis 1999 – wygrana
- Games Magazine 2000 – rodzinna gra strategiczna – wygrana[1]
- Gamers′ Choice Awards 2000 – gra strategiczna – wygrana[1]